# IPod Touch (thế hệ 5)
iPod Touch thế hệ thứ 5 (cách điệu thành iPod touch, còn được gọi vui là iPod Touch 5G hoặc iPod Touch 5) đã được công bố tại sự kiện truyền thông của Apple cùng với iPhone 5 vào ngày 12 tháng 9 năm 2012 và được phát hành vào ngày 11 tháng 10 năm 2012. Nó được thiết kế và tiếp thị bởi Apple Inc. với giao diện người dùng bằng màn hình cảm ứng, iPod Touch 5 đã kế tục iPod Touch thế hệ thứ 4. Sản phẩm tương thích với iOS cao nhất là 9.3.5, được phát hành vào ngày 25 tháng 8 năm 2016
Giống iPhone 5, iPod Touch thế hệ thứ năm là mẫu máy mỏng hơn và nhẹ hơn, giới thiệu màn hình 4 inch có độ phân giải cao hơn, với tỷ lệ màn hình 16:9. Các cải tiến khác bao gồm hỗ trợ quay video 1080p và ảnh tĩnh toàn cảnh thông qua camera phía sau, đèn flash LED, chip A5 của Apple (cùng một chip được sử dụng trong iPad Mini (thế hệ thứ nhất), iPad 2, và iPhone 4S) và hỗ trợ Siri của Apple.
Ngoài ra, không giống như các phiên bản trước của nó, iPod Touch có các màu xám, bạc, hồng, vàng, xanh lam và màu đỏ.
Thiết bị ban đầu chỉ được bán ở các mẫu 32GB và 64GB. Mẫu 16GB đầu tiên được giới thiệu vào ngày 30 tháng 5 năm 2013 chỉ có ở một màu và thiếu máy ảnh iSight phía sau và iPod Touch Loop có trong các mẫu 32 GB. Vào ngày 26 tháng 6 năm 2014, nó đã được thay thế bằng một mô hình 16GB mới mà không còn bỏ qua máy ảnh phía sau và đầy đủ các tùy chọn màu sắc. Giá của iPod Touch cũng đã thay đổi. Mẫu 16GB là 199 đô la thay vì 229 đô la, mẫu 32 GB là 249 đô la thay vì 299 đô la và mẫu 64 GB là 299 đô la thay vì 399 đô la.
IPod Touch (thế hệ thứ 5) đã chính thức ngừng sản xuất bởi Apple vào ngày 15 tháng 7 năm 2015 với việc phát hành iPod Touch (thế hệ 6).